# Evelyn Glennie

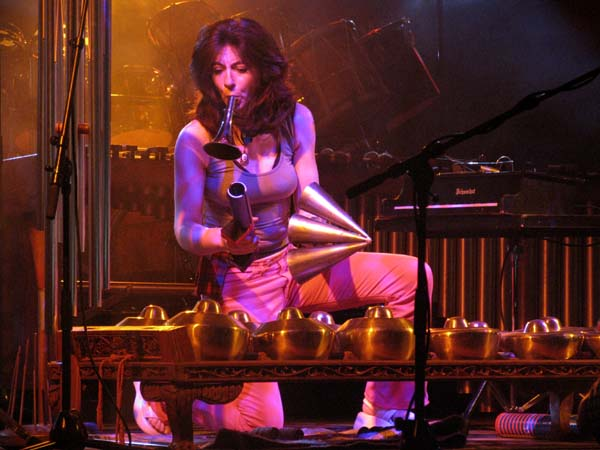
Evelyn Glennie beim Moers Festival 2004

Dame Evelyn Glennie, CH, DBE (* 19. Juli 1965 in Aberdeenshire, Schottland) ist eine britische Schlagzeugerin und Komponistin. Sie ist eine weltweit bekannte Interpretin zeitgenössischer Musik.

## Leben und Werk
Evelyn Glennie wuchs auf dem Bauernhof ihrer Eltern in Aberdeenshire auf und fing mit zwölf Jahren an, Pauke, Trommeln und Xylophon zu spielen. Aufgrund einer Nervenkrankheit verschlechterte sich in dieser Zeit ihr Hörvermögen so stark, dass sie einige Jahre später hochgradig schwerhörig war. Töne und Musik nimmt sie seither hauptsächlich über Vibrationen wahr.
Sie studierte an der Royal Academy of Music in London Klavier und Schlagzeug.
Konzertreisen führen sie nach Japan, Europa und häufig in die USA. Sie tritt mit den großen Orchestern der Welt und mit den wichtigsten Ensembles für zeitgenössische Musik auf und gibt zahlreiche Solokonzerte, darunter mehrfach bei den populären Proms in London. Neben über 100 Konzerten im Jahr hält sie Meisterklassen ab und tritt in Schulen auf. Glennie gab bei Komponisten über 50 Konzerte, 18 Konzertstücke, 56 Solowerke und zwei Ensemblewerke in Auftrag, mit denen sie ihr Repertoire ständig erweitert. Für Crossover-Projekte arbeitete sie mit Musikern verschiedenster Stilrichtungen aus aller Welt zusammen, u. a. mit brasilianischen Sambamusikern, japanischen Kodo-Trommlern, indonesischen Gamelan-Ensembles und der isländischen Sängerin Björk. Glennie selbst spielt auch die Great Highland Bagpipes ihrer schottischen Heimat.
In ihrem Tonstudio nördlich von London experimentiert sie mit ungewöhnlichen Musikinstrumenten und der Eignung von Gebrauchsgegenständen als Perkussionsinstrument. Sie besitzt über 1.800 Perkussionsinstrumente (Zitat: „Jede Trommel hat ihre eigene Persönlichkeit“). Sie spielte im Januar 2006 auf einem der ältesten Lithophone Europas, den Musical Stones of Skiddaw, im Rahmen einer BBC-Radiosendung.
2012 hatte sie einen bedeutenden Auftritt bei der Eröffnungsfeier der Olympischen Sommerspiele 2012. Unter dem Titel „The Isles of Wonder“ wurde in einer fast vierstündigen Show die Entwicklung Großbritanniens vom Agrarland über die industrielle Revolution bis zum heutigen Alltag und seine heutige Rolle als Kulturnation dargestellt. Unter der Leitung von Evelyn Glennie begleiteten tausend Trommler die Verwandlung mit dem Titel „And I Will Kiss“. Einen weiteren Höhepunkt des Abends, das Entzünden der Olympischen Flamme, untermalte sie mit anderen Musikern mit dem Stück „Caliban’s Dream“ der Band Underworld. Das Lied wurde anschließend veröffentlicht und erreichte Platz 12 der UK-Charts.
Von 1994 bis 2003 war sie mit dem Komponisten, Tontechniker und Tubisten Greg Malcangi verheiratet.
Ihre Autobiografie Good Vibrations (1990) wurde zu einem Bestseller. Auch in dem Dokumentarfilm Touch the Sound (Regie: Thomas Riedelsheimer) von 2004 stellte sie sich und ihre Musik vor. Für zahlreiche Fernsehproduktionen der BBC komponierte sie Filmmusik.
Neben ihrer musikalischen Karriere besitzt sie die Fotoagentur EG Images, das Schmucklabel EG Jewellery mit eigenen Entwürfen, eine Merchandising-Firma EG Merchandising und das Unternehmen EG 21st Guidance, für das sie Motivationsvorträge bei Unternehmen und öffentlichen Veranstaltungen hält. Ehrenamtlich ist sie für gemeinnützige Organisationen für Gehörlose, Menschen mit Behinderung und junge Musiker tätig. Als passionierte Motorradfahrerin hat sie sich auch schon öffentlich für mehr Parkplätze für Motorräder eingesetzt.

## Auszeichnungen
Für die Einspielung der „Sonate für 2 Klaviere und Schlagzeug“ von Béla Bartók gewann sie 1988 einen Grammy. 2002 gewann Béla Flecks Album Perpetual Motion, auf dem sie mitwirkte, ebenfalls einen Grammy.
Glennie wurde mit 15 Ehrendoktorwürden von britischen Universitäten geehrt. 1993 wurde sie mit dem Orden Officer of the Order of the British Empire (OBE) ausgezeichnet und 2007 als Dame Commander of the Order of the British Empire (DBE) in den britischen Adelsstand erhoben. 2017 erfolgte ihre Aufnahme in den Order of the Companions of Honour.
Im März 2015 wurde ihr der schwedische Polar Music Prize zuerkannt. 2023 erhielt sie Dänemarks bedeutendste Auszeichnung für Musiker, den Léonie Sonnings Musikpris.

## Diskografie
(Auswahl)
- Béla Bartók: Sonate für 2 Klaviere und Schlagzeug, mit Murray Perahia, Georg Solti u. a., 1988 (Grammy 1998)
- Rebounds - Concertos for Percussion, 1992, Konzerte u. a. von Darius Milhaud, mit dem Scottish Chamber Orchestra, Leitung: Paul Daniel
- Wind in the Bamboo Grove, 1995, mit Keiko Abe, Akiro Yuama u. a.
- Drumming, 1996
- Music of Joseph Schwantner, 1997, mit Vernon E. Jordan und dem National Symphony Orchestra, Leitung: Leonard Slatkin
- Reflected in Brass, 1998
- Evelyn Glennie meets the Black Dyke Band – Reflected in Brass, 1998, mit James Watson und der Black Dyke Mills Band (nominiert für den Grammy 1998)
- Her Greatest Hits (2 CDs), 1998
- The King’s Singers: Street Songs, 1998
- Shadow Behind the Iron Sun, 2000
- UFO. The Music of Michael Daugherty, 2001
- Heath: African Sunrise / Manhattan Rave, 2001
- Orange Red, 2001
- Bela Fleck: Perpetual Motion, 2001 (Grammy 2002)
- Oriental Landscapes, 2002, mit dem Singapore Symphony Orchestra, Leitung: Lan Shui
- Light in Darkness, mit Philip Smith
- Rhythm Song, mit dem National Philharmonic Orchestra, Leitung: Barry Wordsworth
- Veni, Veni Emmanuel von James MacMillan, mit dem Scottish Chamber Orchestra, Leitung: Paul Daniel
- Evelyn Glennie à Luxembourg, mit dem Orchestre Philharmonique du Luxembourg, Leitung: Bramwell Tovey, (DVD) (2004)
- Erkki-Sven Tüür: magma, 2007

## Publikationen
- Good vibrations. My autobiography. Hutchinson, London 1990, ISBN 978-0-09174-305-5.
- Listen World! (Hearing Others' Voices). Balestier Press, London 2019, ISBN 978-1-91122-164-7.

## Filme
- Thomas Riedelsheimer: Touch the Sound - A Sound Journey with Evelyn Glennie. D/UK 2004, 100 min, Farbe

## Belege
1. ↑  Caliban’s Dream (Single) in den UK-Charts
2. ↑  Altamira (Soundtrack-Album) in den Charts von Deutschland und der Schweiz
3. ↑  Beat of a Different Drummer Interview auf PBS Newshour vom 14. Juni 1999, abgerufen am 11. Juli 2022
4. ↑  New Year Honours 2017: Anna Wintour, Ken Dodd and Ray Davies on list, BBC vom 30. Dezember 2016, abgerufen am 13. Januar 2017.

| Personendaten    | Personendaten                             |
| ---------------- | ----------------------------------------- |
| NAME             | Glennie, Evelyn                           |
| ALTERNATIVNAMEN  | Glennie, Dame Evelyn (vollständiger Name) |
| KURZBESCHREIBUNG | britische Schlagzeugerin und Komponistin  |
| GEBURTSDATUM     | 19. Juli 1965                             |
| GEBURTSORT       | Aberdeenshire, Schottland                 |